# Bắc Hải, Quảng Tây
Bắc Hải (tiếng Hán: 北海, bính âm Běihǎi), Bakhoi theo tiếng Quảng Đông, là một thành phố (địa cấp thị) thuộc Khu tự trị dân tộc Choang Quảng Tây, Trung Quốc. Bắc Hải có nghĩa là biển bắc, là nơi có cảng biển nằm bên bờ phía bắc của vịnh Bắc Bộ. Bắc Hải có một nhà máy đóng tàu lớn.

## Địa lý
Bắc Hải nằm ở tây nam khu tự trị dân tộc Choang Quảng Tây, phía đông bắc vịnh Bắc Bộ, trong phạm vi từ 108°50′45″ tới 109°47′28″ kinh đông và từ 21°29′ tới 21°55′34″ vĩ bắc. phía tây bắc giáp Nam Ninh (cách nội thành của địa cấp thị này 206 km), phía đông giáp Trạm Giang (198 km), phía đông nam giáp Hải Khẩu (147 hải lý). Cả ba mặt tây, nam, bắc đều giáp biển.
- Diện tích: 3.337 km², trong đó 957 km² là khu vực đô thị.
- Dân số: 1.480.000 (2006), ước tính năm 2006 là 305.000 người sống trong khu vực đô thị.
- Trung tâm hành chính: quận (thị hạt khu) Hải Thành (海城)

Bắc Hải cũng quản lý hai đảo Vi Châu (24,74 km²) và Tà Dương (1,8 km²) trong vịnh Bắc Bộ, nằm ở phía tây bán đảo Lôi Châu. Đảo Vi Châu cách trung tâm địa cấp thị khoảng 20,2 hải lý.
Đường bờ biển của Bắc Hải đạt trên 500 km. Khí hậu tại đây mang tính cận nhiệt đới hải dương, quanh năm ấm áp và độ ẩm cao. Không khí trong lành. Lượng giáng thủy hàng năm trung bình đạt 1.644 mm, nhiệt độ trung bình năm đạt 22,6 °C.

## Lịch sử
Năm Khang Hy thứ nhất (1662), nhà Thanh lập ra Bắc Hải trấn tiêu. Năm 1926 Trung Hoa dân quốc lập "Bắc Hải thị hành chính trù bị xứ". Năm 1929 lập trấn Bắc Hải. Theo Hiệp định Yên Đài nhà Thanh phải ký với nước Anh năm 1876 thì tám nước Tây Phương gồm Anh, Mỹ, Đức, Áo-Hung, Pháp, Ý, Bồ Đào Nha và Bỉ được quyền mở thương cuộc, trường học, giáo đường, bệnh viện và công sứ quán tại Bắc Hải. Những kiến trúc đó nay còn lại 15 toà nhà đã được chỉ định vào năm 1982 là thắng cảnh du lịch tại Bắc Hải với tên "Lữ du đối ngoại khai phóng thành thị" (旅遊對外開放城市).

### Thay đổi hành chính
- Ngày 4 tháng 12 năm 1949: Bắc Hải trở thành một trấn thuộc huyện Hợp Phố
- Tháng 1 1951: Thành phố trực thuộc tỉnh Quảng Đông
- Tháng 5 1951: Chuyển giao sang Quảng Tây
- Tháng 3 1952: Quảng Tây chính thức quản lý
- Tháng 5 1955: Lại do Quảng Đông quản lý
- 1956: Hạ cấp xuống thành thành phố cấp huyện (huyện cấp thị)
- 1958: Lại hạ xuống thành công xã nhân dân của huyện Hợp Phố
- 1959: Trở thành thị trấn cấp huyện
- 1964: Trở lại là thành phố cấp huyện (huyện cấp thị)
- Tháng 6 1965: Lại do Quảng Tây quản lý
- Tháng 10 1983: Trở thành thành phố cấp địa khu (địa cấp thị)

## Các đơn vị hành chính trực thuộc
Bắc Hải gồm 3 quận (thị hạt khu) và 1 huyện. Các quận, huyện này lại chia nhỏ thành 5 nhai đạo biện sự, 23 trấn, 3 hương, dưới nữa là 87 cư ủy hội và 343 thôn ủy hội.
Các quận, huyện:
- Quận Hải Thành (海城区)
- Quận Ngân Hải (银海区)
- Quận Thiết Sơn Cảng (铁山港区)
- Huyện Hợp Phố (合浦县)

## Dân cư
Dân cư của Bắc Hải chủ yếu là người Hán, với người Choang là dân tộc thiểu số. Các phương ngữ sử dụng chủ yếu tại đây là bạch thoại, quan thoại, Khách Gia thoại. Ngôn ngữ nguyên thủy tại đây là bạch thoại Liêm Châu.

## Kinh tế
Do vị trí tiếp giáp biển nên Bắc Hải cũng là một ngư trường lớn, với trên 500 loài cá, 43 loài tôm, cua. Bên cạnh đó còn có trai, sò v.v. Nền kinh tế của Bắc Hải dựa trên ngư nghiệp và kinh tế đối ngoại. Năm 1992, trị giá tổng sản phẩm nội địa ước đạt 3,269 tỷ nhân dân tệ.

## Các thành phố kết nghĩa
- Hải Phòng, Việt Nam
- Suva, Fiji
- Gold Coast, Australia
- Tulsa, Hoa Kỳ
- Yatsushiro, Nhật Bản

## Thủy triều
Bắc Hải có thủy triều cao tới 5 m vào ngày 1 tháng 9. Hầu hết các cảng trên thế giới có thủy triều cao khoảng 2 m, Honolulu chỉ có 0,5 m.